# Philosophie in Japan
Wie die generelle kulturelle Entwicklung Japans, so ist auch die im Inselreich entwickelte Philosophie ohne die maßgebliche Übernahme von Ideen zunächst des ostasiatischen Auslands bis ins 17. Jahrhundert, die nachfolgende und fast 200 Jahre andauernde Isolation Japans, sowie sein im 19. Jahrhundert einsetzendes Streben nach weltpolitischem Einfluss nicht zu erklären. Darüber hinaus stand die in Japan entwickelte Philosophie auch immer in engem Wechselverhältnis mit den innenpolitischen Machtkämpfen der säkularen und religiösen Autoritäten mit- und untereinander.
Obwohl es im akademischen Diskurs der vergleichenden Kulturwissenschaften noch bis vor wenigen Jahren umstritten war, ob es vor der Meiji-Zeit überhaupt eine japanische Philosophie bzw. Philosophie in Japan gegeben habe, wird diese Frage gegenwärtig überwiegend positiv beantwortet, da es unbestreitbar in Japan seit langer Zeit schon intellektuelle Auseinandersetzungen mit klassischen philosophischen Fragen und Topoi gegeben habe. Insbesondere durch die Sprachbarriere und die insbesondere im Buddhismus inhärente Vermischung philosophischer und religiöser Konzepte bleibt die Herausarbeitung genuin philosophischer Ideen in der vormodernen Zeit gegenwärtig noch eine weithin ungelöste Aufgabe.
Bis in die Gegenwart ist die Auseinandersetzung mit japanischer Philosophie zudem oft von mehr oder minder starken Aspekten des Nihonjinron bestimmt worden. Sowohl Autoren aus Amerika und Europa als auch aus Japan selbst haben dabei aus unterschiedlichen Gründen meist verschiedene Vorurteile bezüglich des angeblichen, gleichsam überzeitlichen, kulturspezifischen Wesens des japanischen Denkens aus der Zeit der Kokugaku und folgender Diskurstraditionen übernommen. Wegen der aus diesen Annahmen unweigerlich entstandenen Missverständnisse und Fehlschlüsse (wie dem, es gebe eine japanische Logik, in der der Satz vom ausgeschlossenen Dritten nicht gelte), plädieren Autoren der jüngeren Zeit dafür, anstatt von einer japanischen Philosophie besser von einer Philosophie in Japan zu reden, wobei Japan auch nur als grober, geografischer und nur bedingt einheitlich-geopolitischer Kontext begriffen werden kann.

## Geschichte
Einer der Gründe für den späten Beginn eines sich selbständig entwickelnden, philosophischen Denkens in Japan ist die späte Übernahme der Schriftlichkeit bzw. die Entwicklung einer eigenen Schrift. Das japanische Schriftsystem wurde erst im 7. oder 8. Jahrhundert aus der vorher importierten chinesischen Schrift abgeleitet.
Gleichzeitig mit der Einführung der chinesischen Schrift wurden auch die darin verfassten chinesischen Schriften rezipiert, die in Japan daoistisches, konfuzianistisches, neokonfuzianistisches und buddhistisches Gedankengut bekannt machten und von da an mit den indigenen religiösen Traditionen (siehe Shintō) in stark synkretistischer Weise das philosophische Denken in Japan mit jeweils unterschiedlichen Schwerpunkten bis zum 20. Jahrhundert bestimmten. Das Chinesische nahm darüber hinaus noch für viele Jahrhunderte den Status einer Diplomaten- und Gelehrtensprache ein, ähnlich dem Latein in Europa, und chinesische Texte bildeten lange Zeit den einzig relevanten Korpus für philosophische Studien (erst spät wendete man sich in Japan anstelle der chinesischen Übersetzungen u. a. den indischen Originaltexten zu).
Das theoretische Verhältnis der Sprache zu philosophischer Wahrheit stand dabei von Anfang an, wohl auch begünstigt durch die verschiedenen Aussprachevarianten des in Japan verwendeten Chinesisch (s. On-Lesung und Kun-Lesung) in enger Bindung zur alten Mythologie Japans, in der die Auffassung vorherrschte, dass naturgemäß alle Bestandteile der Realität sprachbegabt seien oder zumindest gewesen seien. Beispielhaft ist auch die Vorstellung von kotodama, mit transformativer Macht ausgestatteter, gleichsam magischer Wörter, die schon in der ältesten japanischen Gedichtsammlung, dem Man’yōshū, erwähnt werden.

### Altertum

#### Yayoi-Zeit
Den ersten Kontakt mit philosophischen Ideen hatten die Bewohner des noch nicht zu einer politisch-kulturellen Einheit gewordenen Japan in der Yayoi-Zeit durch Einwanderer mit Gruppen von mehr als tausend Menschen, die aus Kontinentalostasien auf den Inseln Japans eintrafen. Sie kamen zumeist aus China zur Zeit der Streitenden Reiche und zu Beginn der Qin-Dynastie sowie dem heutigen Korea. Dieser Kontakt wurde ausgebaut und seit etwa 108 v. Chr. bestand ein enger kultureller Austausch zwischen den einzelnen Stämmen bzw. Kleinstaaten Japans (hauptsächlicher politischer Ansprechpartner für den Schriftverkehr war Königin Himiko) mit den koreanischen Staaten (Gaya, Baekje  und Silla), dem Han-Hof und der chinesischen Kolonie Lelang in Korea.

##### Konfuzianismus
Die ersten japanischen Quellen, die explizit die Übernahme philosophischer Klassiker bzw. der darin enthaltenden Lehrinhalte aus Kontinentalostasien nach Japan nennen oder diese durch eigene, den chinesischen nachempfundenen oder kopierten (so stellenweise wörtlich aus z. B. dem Han Shu, Hou Hanshu und Zuo Zhuan), Mythen übernehmen, sind die ältesten, noch erhaltenen schriftlichen Zeugnisse in japanischer Sprache überhaupt: das Kojiki und das Nihonshoki. In diesen wird, u. a. auch durch Verweis auf (nicht mehr erhaltene) Werke aus der Yayoi-Zeit, die Einfuhr der Analekten des Konfuzius und anderer konfuzianischer Klassiker der Han-Zeit gegen Ende der Yayoi-Zeit erwähnt. Chinesische Quellen, wie das Wei Zhi, datieren die Bekanntheit wenigstens der Begrifflichkeit der konfuzianistischen Staatsphilosophie (wie etwa Menschlichkeit, bzw. Humanität, Weisheit, Loyalität, himmlisches Mandat, also die Legitimation von Herrschaft qua Befriedung, und kindliche Pietät) in Japan bereits wesentlich früher. Dabei wurden jedoch wesentliche klassisch konfuzianische Ideen ausgespart, die der zur Reichseinigung Japans benötigten Ideologie widersprachen, so z. B. die Pflicht zum Tyrannenmord im Falle ungerechter Herrschaft. Insofern entsprachen die japanischen Rezeptionstraditionen des chinesischen Konfuzianismus in weiten Teilen legalistischen Idealen.

##### Daoismus
Nach Ansichten von Historikern (u. a. Nelly Naumann) waren bereits in der Yayoi-Zeit philosophische Grundlagen daoistischer Kosmogonie bekannt und auch in die staatstragenden, aber erstmals impersonalisierten und damit rationalisierten, Mythen eingebunden, die sich später ebenfalls im Kojiki und Nihonshoki wiederfinden. So heißt es im Kojiki: „Als die ursprüngliche Materie gerann, aber Atem und Form noch nicht hervortraten, gab es weder Bezeichnungen, noch Handlungen (ch. wu ming wu wei)“ Die Begriffe „Bezeichnungsloses“ (wu ming) und „Nichthandeln“ (wu wei) finden sich bereits in den frühen daoistischen Klassikern Daodejing und Zhuangzi. Darüber hinaus hatten daoistische Ideen aber noch keine weitere Relevanz für die Philosophie in Japan. Erst seit dem 7. Jahrhundert erhielten sie eine stärkere Bedeutung in diesem Kontext.

#### Kofun- und Asuka-Zeit (552–710)

##### Buddhismus
Der (chinesische) Buddhismus (allen voran der Mahayana-Buddhismus) war und ist eine der wichtigsten Quellen für die in Japan entstandenen philosophischen Konzepte, insbesondere in den Disziplinen der Logik, der Philosophie des Geistes, der Ästhetik, der Ethik und der Ontologie, wobei sich die buddhistische Philosophie, (zumindest in den Sachfragen) unabhängig vom reinen Glauben, allen voran den Konzepten von den drei Daseinsmerkmalen, den vier edlen Wahrheiten, dem achtfachen Pfad und dem Entstehen in Abhängigkeit widmete. Die dabei entwickelten Theorien waren durch eine Orientierung an der überwiegend religiös motivierten Lebenspraxis bestimmt. Das religiöse Element sollte dann später, ab der Heian-Zeit, die innerhalb des Buddhismus in Japan geführten Diskurse jedoch dominieren.
Die inoffizielle Einführung des Buddhismus in Japan begann spätestens mit seiner Etablierung am Yamato-Hof der Kofun-Zeit durch koreanische Siedler aus Paekche. Der mit universalem Geltungsanspruch und dennoch tolerant auftretende Buddhismus war, wie auch alle anderen religiös-philosophischen Traditionen, ebenfalls in die philosophisch legitimierte Einigung des japanischen Reichs miteinbezogen (so zum Beispiel, zusammen mit konfuzianistischen Vorstellungen, in der 17-Artikel-Verfassung des Kronprinzen Shōtoku).
Daraus, sowie aus der spezifischen Form des erstmals in Japan praktizierten Buddhismus', eines dem traditionellen Volksglauben ähnlichen, magischen Ritualbuddhismus, erklärt sich die charakteristische Weise der alten japanischen Denker, weniger Wert auf einander ausschließende und miteinander rivalisierende, konsistente, aber abstrakte Theorien zu legen, sondern im Disput die jeweils umfassendere und mit bereits etablierten Ideen am meisten harmonisierende zu bevorzugen. Daraus resultierte dann auch die schnelle Identifizierung bislang einheimischer, lokaler Gottheiten (den kami) mit den Buddhas im sogenannten Shinbutsu-Shūgō.
Unter Kimmei-tennō wurde der Buddhismus dann in der Asuka-Zeit auch offiziell in Japan eingeführt. Er wurde in diesem Kontext konsequent weiter zu einer staatstragenden Religion ausgebaut. Entsprechende Lehren, Doktrinen und auch Philosophien wurden unterstützt.

#### Konfuzianismus, Legalismus und Yin-Yang
In den letzten Jahrzehnten der Asuka-Zeit begann die Taika-Reform und mit ihr die Einführung des Systems der Ritsuryō, in dem erstmals detailliert Rechtsnormen in Japan schriftlich fixiert und vereinheitlicht wurden und das sich bis in die Nara-Zeit fortsetzte. Zentraler Gedanke dieser politisch-rechtlichen Reformen war die Einigung des Reiches unter einem alleinigen Herrscher (Tennō), die Abschaffung bzw. Schwächung des alten Adels unter Ersetzung durch ein allgemeines Beamtentum, sowie die Umsetzung der Prinzipien von Strafe und Belohnung für alle staatstragenden Tugenden mittels einer totalen Herrschaft des Gesetzes einerseits und Legitimation und Effizienz von Herrschaft und Verwaltung durch gewollte Kritik (jap. kan, chin. jian) und methodisches Misstrauen andererseits. Wiewohl auch die wenigsten dieser Forderungen tatsächlich langfristig umgesetzt wurden, bewiesen diese klar an Konfuzianismus und Legalismus ausgerichteten staatsphilosophischen und ethischen Konzepte für die weitere philosophischen Erörterungen in der japanischen Geschichte dennoch Relevanz. Bis zur Auseinandersetzung mit dem Neokonfuzianismus in der Edo-Zeit wurden diese philosophischen Ideen auch größtenteils, im Gegensatz zum Diskurs innerhalb des Buddhismus, unkritisch übernommen.
Schon die oben erwähnte 17-Artikel-Verfassung (traditionell datiert auf 604, also vor der Taika-Reform) argumentiert für die Idee eines durch solche Ideale gestützten universalen Staates und gebraucht dafür klassische konfuzianistische Termini technici, so z. B. „Wohlwollen“ bzw. „Menschlichkeit/Humanität“ (jap. jin, chin. ren), „formvollendete Sitte“ (jap. rei, chin. li), „Rechtlichkeit“ (jap. gi, chin. yi), „Weisheit“ (jap. chi, chin. zhi), „Vertrauenswürdigkeit“ (jap. shin, chin. xin), „Loyalität“ (jap. chū, chin. zhong) und „Harmonie“ (jap. wa, chin. he). Zitiert und paraphrasiert werden in der Verfassung u. a. die gemeinhin als konfuzianistisch geltenden chinesischen Schriften Lun Yu, Li Ji, Xun Zi, Zuo Zhuan, Shu Jing, Shi Jing, Xiao Jing, Zhong Yong, Han Shu und Qian Zi Wen. Eine weitere tragende Idee ist die des „gewöhnlichen Menschen“ (jap. bombu oder tadabito), mit der für die Plausibilität und Möglichkeit der Umsetzung eines Harmonie-Prinzips argumentiert wird.
Allgemeine Erlasse, die die spezifische Gesetzesänderungen der Taika-Reform erläuterten und erklärten, sowie die Ritsuryō selbst, bezogen sich ebenfalls in ihrer Begrifflichkeit sowie in Paraphrasen und Zitaten direkt auf staatsphilosophische Ideen des Konfuzianismus und Legalismus. Wiederkehrende Momente waren neben den eingangs erwähnten Idealen auch das einer Regierung, die durch die Vollkommenheit der Gesetze nicht mehr in den Gang der Dinge einzugreifen brauche, sowie die Übernahme der konfuzianistischen Geschichtsphilosophie und Historiographie (folgend der hypothetischen Perspektive, Geschichtsverlauf und Dynastienwechsel würden durch moralische Gesetzmäßigkeit bestimmt und könnten in ihrer sachgerechten Darstellung erzieherisch wirken), die Gründung einer konfuzianistischen Hochschule, der verstärkte Einfluss von Yin-Yang-Naturphilosophie (in Form z. B. der Ideen von Harmonie durch die Einheit von Himmel und Erde, der die Einheit von Herrscher und Untertan entspreche, sowie der Einheit von Mensch und Natur in der Mannigfaltigkeit der zehntausend Dinge der Welt) und die Kritik an Aberglauben und zu aufwendigem Totenkult.

#### Nara-Zeit (710–794)

##### Buddhismus
Eine der ersten wichtigen Strömungen des klassischen japanischen Buddhismus war die lockere Organisation der sogenannten sechs Nara-Schulen in der Nara-Zeit, die sich unter Schirmherrschaft des Kaiserhofes (zuerst unter Shōmu) dem Studium der klassischen Schriften des chinesischen Festland-Buddhismus und den chinesischen Übersetzungen der indischen Originale widmeten. Die sechs Nara-Schulen waren Kusha-shū, Jōjitsu-shū, Sanron-shū, Hossō-shū, Kegon-shū und Risshū; darüber hinaus gab es zahlreiche andere buddhistische Schulen (von den philosophisch relevanten können Hokke-shū als Vorläufer des Nichiren-Buddhismus, Nehan-shū, Jiron-shū und Shōron-shū genannt werden).
Zentrale Themen des Buddhismus der Nara-Zeit waren die Begriffe kū (Leere/Substanzlosigkeit), engi (Entstehen in Abhängigkeit), hossō (die dharmas und ihre Eigenschaften / Merkmale / Manifestationen), zokutai (俗諦, weltliche Wahrheit), shintai (真諦, höchste Wahrheit), nehan (Nirvana) und busshō (Buddha-Natur).
Bis auf die Risshū bestand Konsens darüber, dass zokutai substanzlos und bedingt sei. Mit Ausnahme der Kusha-shū bestand zudem Einigkeit darüber, dass gemäß der These der zweifachen Substanzlosigkeit auch die dharmas selbst substanzlos seien und nur bedingt entstünden.
Hossō-shū und Kegon-shū interpretierten den Eintritt ins Nirvana (d. h. der Erlangung der Buddha-Natur) als Realisierung einer bestimmten, wahren Seinsweise, die sich in Verhaltensweisen (vor allem: nicht töten, nicht stehlen, nicht ehebrechen, nicht lügen, keine üble Nachrede führen, in gewinnender und in besonnener Weise reden; als goldene Regeln) ausdrücke. Das entspricht einer Ontologisierung ethischer Fragen.
Philosophische Studien und Erörterungen vollzogen sich in den buddhistischen Tempeln größtenteils an einigen Haupttexten der sechs Nara-Schulen (Kusha-ron, Jōjitsu-ron, Chūron, Jōyuishiki-ron) sowie zwei Logik-Schriften der Sanron-shū (Jūnimon-ron und Hyaku-ron; grundlegende Schriften der in Japan betriebenen buddhistischen Logik bzw. Argumentationstheorie; jap. immyō, skr. hetu-vidyā, chin. yin ming). Alle diese Texte haben bis in die Gegenwart die philosophische Diskussion innerhalb des Buddhismus in Japan geprägt und gelten immer noch als relevante und grundlegende Studienobjekte.
Die von der Sanron-shū entwickelte Logik und Ontologie blieb lange Zeit maßgeblich. Bis 660 dominierten ihre Lehren den philosophischen Diskurs, in der Rangordnung der Schulen wurde sie dann aber bis etwa 810 von der Hossō-shū abgelöst.

#### Heian-Zeit (794–1185)
Mit der Etablierung des esoterischen Buddhismus (密教, mikkyō; die japanische Entsprechung des Vajrayana) in Japan durch Kūkai und des, in Abgrenzung zum esoterischen Buddhismus dann auch „exoterisch“ (顕教, kenkyō) genannten, Tiantai-zong-Buddhismus durch Saichō setzte in der Heian-Zeit die Entstehung zwei neuer, bedeutender buddhistischer Schulen in Japan ein: Die Tendai-shū wurde von Kammu-tennō besonders gefördert, der damit, zusätzlich zur Verlegung des Hofes nach Heian-kyō, ein Gegengewicht zu den politisch sehr mächtig gewordenen buddhistischen Schulen in Nara schaffen wollte. Später, unter Saga-tennō, erfuhr die Shingon-shū ähnliche, staatliche Unterstützung.
Beide Schulen zeichneten sich durch die detaillierte Entwicklungen neuer Metaphysiken und stark ritualisierter Ästhetiken aus, gleichzeitig wurde allerdings auch der Akzent des akademischen Interesses wesentlich stärker auf Religion als auf Philosophie gelegt. Auch Mythologie und (magische) Rituale spielten in Tendai- und Shingon-Buddhismus eine größere Rolle und bestimmten die weitere Entwicklung des Buddhismus in Japan maßgeblich.

##### Tendai-Buddhismus
Die hoch spekulative und teils sprachmagische begründete Lehre des chinesischen Tiantai-Buddhismus wurde von Saichō Ende des 8. Jahrhunderts in einer Einsiedlung auf dem Berg Hiei studiert. Zwischen 804 und 805 konnte er dann seine Studien in China als Teilnehmer einer japanischen Expedition an Originalen vertiefen. Nach Japan zurückgekehrt wurde er zum erbitterten Konkurrenten Kūkais. Er formulierte die Tiantai-Lehre mit explizit religiösen und nationalistisch-prostaatlichen Aspekten neu: Die (religiösen) sūtras seien wichtiger als die (philosophischen) śāstras, vor allen anderen sei das Lotos-Sutra zudem der Ausdruck höchster buddhistischer Wahrheit. Weiterhin sei „reiner“ Mahayana (was auch dezidiert mahayanistische Schulen wie die Hossō als „hinayanistisch“ ausschloss) das schnellste und nachhaltigste Fahrzeug (der Lehre zur Erleuchtung), zudem sei Japan das Land des Mahayana. Ein weiteres Postulat Saichōs war die Disposition aller Wesen zur Buddha-Natur. Erst kurz nach seinem Tod wurde die Tendai-shū offiziell anerkannt, woraufhin sie sich aber bald in viele verschiedene, miteinander aufs schärfste konkurrierende, Schulen spaltete. Bedeutende Vertreter waren Ennin (792–862), Enchin (814–891), Annen (841–889 oder 893) und Genshin (942–1017), die alle die esoterischen Elemente der Tendai-Lehren stärker betonten.
Obwohl die Tendai-shū später oft (vor allem von Seiten der Shingon-shū) als „exoterisch“ charakterisiert wurde, ist diese Bezeichnung insofern irreführend, als Saichō explizit Elemente des mikkyō übernahm (wie das Sutra Dainichi-kyō), die er in China kennengelernt hatte, wo er auch esoterische Weihen erhielt. Der Unterschied zwischen exoterischem und esoterischem Buddhismus liegt, grob gesagt, in der Ausrichtung des esoterischen Buddhismus auf ein umfassendes und regelkonformes (magisches) Mantra- und Ritualsystem einerseits und sinnlichkeitsbejahende Theorien andererseits.
Viele Interpreten der Tendai-Ontologie meinen, die Schule identifiziere das Absolute bzw. das Noumenon mit dem Phänomenalen bzw. Relativen, wiewohl Absolutes aber ein, der Dreifachen Wahrheit von Substanzlosigkeit, Konventionalität und Mitte der Tiantai nach Unmögliches, Unabhängiges voraussetzen würde. Andere legen die sogenannte Einheitslehre der Tendai-Schule so aus, dass sie eine Immanenzlehre bedeute, was aber den in der Dreifachen Wahrheit explizierten Begriff der Soheit (skr. tathatā; jap. 真如, shinnyo) überflüssig machen würde.

„Das philosophische Prinzip (sc. der Tendai-Schule) ist die dem Mādhyamika-śāstra entnommene Idee des chūdō, des Mittelwegs. Bereits der Śākyamuni der Hīnayāna-Suttas hatte den Mittelweg (…) gelehrt (…), sich nicht in den von indischen Philosophen gelegten Fallstricken des Eternalismus und Nihilismus zu verfangen (…) (Diese Lehre hatte) indessen noch keinerlei ausgeprägten metaphysischen Charakter. Im unentwickelten Mahāyāna-Buddhismus finden wir ebenfalls das Prinzip der »Mitte« (…) Es ist zwar nur negativ formuliert (…), aber ein deutlich metaphysischer Sinn ist bereits in diesem Prinzip enthalten, insofern das »Mittlere« nunmehr zum Undefinierbaren wird, das weder Existenz noch Nicht-Existenz ist (…) Schließlich wird diesem Prinzip eine positive Auslegung zuteil, und das geschieht in den (…) Mahāyāna-śāstras, wo wir das Mittlere mit dem Höchsten Absoluten, der Urrealität, (…) der »Wahren Ähnlichkeit« (jap. shinnyo) gleichgesetzt finden. Diese Mittelweg-Lehre räumt in der ihr von Chih-i (Zhi Yi) gegebenen Formulierung, wonach das Leere, das Seiende und das Mittlere miteinander identisch sind, mit allen Gegensätzen restlos auf und macht aus allem scheinbar Unvereinbarem eine wunderbare Synthese.“

##### Shingon-Buddhismus
Kūkai, der Begründer der Shingon-shū (von jap. shingon für skr. mantra; besondere Bedeutung kommt Kūkai zufolge den Mantras A und hūṃ zu), vertrat einen semiotischen bzw. symboltheoretischen und ästhetischen Pantheismus, für ihn war die Realität als Dharmakāya (jap. hosshin), dem Dharma-Körper der Dreikörper-Lehre des Trikaya, (essentiell oder auch metaphernhaft) identisch mit der Person des Buddhas Dainichi-Nyorai (des Adibuddhas Mahāvairocana Tathāgata), der in einem immerwährenden Zustand erleuchteter Meditation die drei großen Aktivitäten des esoterischen Buddhismus ausübt, die gleichsam die Natur des Universums, d. h. seiner selbst ausdrücken: Denken in der Weise der Visualisierung struktureller, geometrischer Symbole (mandalas), Sprechen in der Weise des Singens heiliger Silben, mikrokosmischer Resonanzen von Energie und Materie als Konstituenten der basalen Elemente (mantras), Handeln in der Weise der Durchführung heiliger Körperhaltungen und Handgesten als Konstituenten der Muster des Wandels (mudras).
Die mögliche Erleuchtung einer einzelnen Person ergab sich für Kūkai derart aus der Erfahrung seiner selbst und damit des Buddha Dainichi-Nyorai in all diesen drei Dimensionen. Eine rein geistige Einsicht würde wesentliche Elemente der Realität außen vor lassen, nur in der vollständigen Erfahrung der Partikularien wird die Gesamtheit des Kosmos angemessen erfahren.
Aus diesen Gründen lehnte Kūkai auch atomistische und realistische (vertreten von der Jōjitsu-shū und der Kusha-shū), sowie nominalistische (Sanron) und idealistische (Hossō-shū) Konzepte ab. Am ehesten konnte er sich in dieser Hinsicht zu Lebzeiten mit der Kegon-shū arrangieren.
Weiterhin entwickelte Kūkai eine Theorie der zehn Stufen des Bewusstseins (jap. 十住心, jū jūshin), die bestimmte philosophisch-religiöse Grundhaltungen repräsentieren und aufeinander aufbauend in der Shingon-Lehre gipfeln:
1. ishō teiyō-shin (異生羝羊心): Dahinvegetieren, bestimmt durch Trieb und Begierde,
2. gudō jisai-shin (愚童持斎心): Orientierung an Ethik und Kultur (Konfuzianismus),
3. yōdō mui-shin (嬰童無畏心) Streben nach Unsterblichkeit oder Wiedergeburt (Daoismus),
4. yuiun muga-shin (唯蘊無我心): Einsicht in die Substanzlosigkeit des Ichs (erste buddhistische Stufe, das Śrāvakayāna, jap. 声聞乘, shōmon-jō),
5. batsu gōinju-shin (抜業因種心): Einsicht in das Entstehen in Abhängigkeit (entspricht dem Pratyekayāna, jap. 縁覚乘, engaku-jō),
6. taen daijō-shin (他縁大乗心): Altruistischer Mahayana-Geist (Yogācāra der Hossō-shū),
7. kakushin fushō-shin (覚心不生心): Einsicht in die achtfache Negation (happu) (Madhyamaka der Sanron-shū),
8. nyojitsu ichidō-shin (如実一道心): Einsicht in die ursprüngliche Reinheit des Bewusstseins (Tendai-shū),
9. goku mujishō-shin (極無自性心): Einsicht in die Wandelbarkeit der eigenen Natur (Kegon-shū),
10. himitsu shōgon-shin (秘密荘厳心): Erleuchtung qua esoterischen Bewusstseins (Shingon-Mikkyō, wie oben beschrieben).

### Mittelalter (1185–1603)

#### Kamakura-Zeit (1185–1333)
In der Kamakura-Zeit entstanden eine ganze Reihe neuer buddhistischer Schulen, von denen die meisten von Mönchen aus der Tradition der Tendai-shū begründet wurden. Sie wendeten sich erstmals nicht mehr nur an den Adel, sondern auch die Gesamtheit des gemeinen Volkes, dem sie in der durch Naturkatastrophen und Kriege bestimmten Zeit mittels neuer Vorstellungen von philosophischer Anthropologie Erlösung noch im diesseitigen Leben in Aussicht stellten. Die bedeutendsten dieser Schulen lassen sich zu den Strömungen des amidistischen Reinen-Land- und des Zen-Buddhismus zählen, die auch heute noch zu den einflussreichsten buddhistischen Schulen in Japan gehören. Beide betonen besonders die Disposition der leidenden Wesen zur Erleuchtung aus eigener Kraft (jap. 自力, jiriki).

##### Reines Land-Buddhismus
Der Buddhismus des Reinen Landes konzentriert sich auf die Verheißung des Reinen Landes des Buddha Amida, in dem er mit einer großen Anzahl von Buddhas und Bodhisattvas in vollständiger Harmonie mit den Lehren Siddhartha Gautamas leben soll. Im Gegensatz zu anderen Schulen des Amitabha-Buddhismus postulieren die Vertreter des japanischen Reinen-Land-Buddhismus die Möglichkeit, noch in diesem Leben in das Reine Land einzutreten und auch wieder daraus in diese Welt zurückzukehren, um den noch nicht Erleuchteten dabei zu helfen, ebenfalls in das Reine Land gelangen zu können.
Streng genommen gehört der Buddhismus des Reinen Landes nicht zum philosophischen Buddhismus. Fast nirgendwo stärker als hier ist in der japanischen Geistesgeschichte die Differenz religiöser zu philosophischer Argumentation auszumachen, die sich in der Betonung auf (unbedingten) Glauben anstelle der Auflösung falscher Ansichten (als erstem Glied der zwölfgliedrigen Kette des Entstehens in Abhängigkeit) durch richtige Erkenntnis ausdrückt. Dennoch enthält diese überwiegend religiöse Form des Buddhismus einen logisch-argumentativen Kern, der die Hinwendung zum Glauben begründen soll.
Shinran, Schüler von Hōnen (dem Begründer der Jōdo-shū) und selbst Begründer der Jōdo-Shinshū, kritisierte die traditionelle Auffassung der buddhistischen Praxis, Erleuchtung sei durch bewusstes Ausüben der buddhistischen Disziplinen (Meditation, Lesen klassischer Texte und Gesang) zu erreichen, da dieses ein Ego voraussetze, dem durch die traditionelle Lehre von der Erleuchtung eine Belohnung in Aussicht gestellt würde und das sich dadurch selbst als eigenmächtig begreife, was aber letztlich das Ego, in der buddhistischen Tradition auch als das größte Hindernis auf dem Weg zur Erleuchtung verstanden, nur bestärken würde. Nur durch die konsequente Aufgabe der Vorstellung eines autonomen Egos und der dadurch möglichen vollständigen Hingabe – als ein Sich-anvertrauen mit reinem Herzen und Geist (jap. 信心, shinjin), das weder Subjekt noch Objekt voraussetzt – an den Buddha Amida und sein Versprechen, alle leidenden Wesen zu erlösen, sei Erleuchtung in diesem Leben erreichbar. Mit seiner Auffassung von shinjin begründete Shinran ein neues Verständnis von Glauben, das im Gegensatz zu den bis dahin traditionellen Begriffen stand: shinrai (信頼; ein pragmatischer, auf Erfahrung und Wahrscheinlichkeit basierender Glauben) und shinkō (信仰; ein aufschauender, auf Bewunderung basierender Glauben; der bis Shinran übliche, und sowohl von Hōnen als auch bei der Übersetzung der christlichen Bibel ins Japanische benutzte Terminus in Verbindung mit religiösen Angelegenheiten).

##### Zen-Buddhismus
Anders als die Lehre vom Reinen Land vertrat Zen-Meister Dōgen (1200–1253), der die aus China eingeführte Sōtō-shū in Japan begründete, eine affirmative Orientierung an der buddhistischen Praxis. Diese sei allerdings kein Mittel zum Zweck, sondern selbst schon das Ziel. Ernst ausgeführt, sei diese Praxis in der Lage, jeden an seiner schon bestehenden, aber noch nicht manifesten Erleuchtung teilhaben zu lassen. Indem das Ego in einem Zustand der unkontrollierten Abwesenheit des Denkens nicht die Perspektive der Erfahrung zu bestimmen vermöge, sei eine unmittelbare Einsicht in das wahre Wesen der Dinge und der phänomenalen Wirklichkeit möglich. Weil in diesem Zustand das Ego abwesend sei, ist er Dōgen zufolge identisch mit dem Zustand der Erleuchtung.
Indem diese meditativ erfahrene Praxis der Abwesenheit von Denken und damit auch vorgegebener Bedeutung in die Wirklichkeit des alltäglichen Lebens überführt würde, sei auch eine Möglichkeit gegeben, den Kreislauf der sich selbst bestätigenden Vorurteile des Egos zu brechen und die wahre relative Angemessenheit der Bedeutung von Erfahrung im ständigen Wandel der Kontexte der Realität (s. Anicca) zu begreifen, was eine dauernde Erleuchtung auch jenseits der Zazen-Meditation ermögliche.
Wiewohl der Zen-Buddhismus oft philosophische Reflexion ablehnt, ist ihm durch sein generelles Misstrauen in Erkenntnis qua Sprache ein besonderes philosophisches Mittel zu eigen: Kōans als paradoxe Formulierungen, deren Auflösung nach Ansicht Vieler den darüber Reflektierenden zu wahrer Erkenntnis verhelfen können. Allerdings kann gerade bei Dōgen aufgezeigt werden, dass Kōans wiederum in philosophische Reflexionen eingebunden werden.
Bedeutende Vertreter des Zen-Buddhismus nach Dōgen waren u. a. in der frühen Entwicklung Eisai (1141–1215), sowie später Takuan Sōhō (1573–1645) und Hakuin Ekaku (1686–1769).

### Edo-Zeit (1603–1868)
Nach der Kamakura-Zeit brachte erst die Einigung Japans unter der Militärherrschaft des Shōgunats der Tokugawa einen längeren, stabilen Zustand des Friedens, der auch die Edo-Zeit einläutete. Es wurden umfassende politische Reformen hin zu einer stark zentralisierten Verwaltung des Landes in allen Bereichen des gesellschaftlichen Lebens durchgeführt. Wenige Jahrzehnte nach Beginn dieser Maßnahmen wurde ebenfalls die Abschließung Japans umgesetzt, die das Inselreich für beinahe 200 Jahre fast vollständig von allen äußeren Einflüssen abschirmen sollte.

#### Begegnung mit der westlichen Philosophie
In der zweiten Hälfte des 16. Jahrhunderts wurde mit Einführung des Christentums in Japan durch die römisch-katholische Mission auch erstmals die westliche Philosophie in Japan (zumindest teilweise durch Übersetzung von Klassikern wie Aristoteles’ De Anima, Augustinus von Hippos Confessiones und Thomas von Aquins „Summen“, die zur intellektuellen Auseinandersetzung mit buddhistischen Gelehrten benutzt wurden) bekannt, die zunächst mit anderen westlichen Ideen unter dem Namen yōgaku (洋学, etwa: „Westliche Lehren“) zusammengefasst wurden. Nach dem Verbot des Christentums und der Abschließung Japans erfolgte die Beschäftigung japanischer Denker mit der westlichen Lehre und auch Philosophie seit einem Edikt Tokugawa Yoshimunes von 1720 nur noch über die zwar offiziell durchgeführten aber nicht öffentlich betriebenen Rangaku-Studien und, ab der Bakumatsu-Zeit, durch die O-yatoi gaikokujin. Insbesondere die Deutsche Philosophie fand bei japanischen Gelehrten Anklang.
Aus der Spätzeit des Shōgunats stammt auch der 1862 von Nishi Amane (1829–1897; er studierte zwei Jahre an der Universität Leiden und übersetzte u. a. Immanuel Kants Vorlesungen zur Anthropologie) geprägte Begriff kitetsugaku (希哲学; etwa: „Griechische klare Lehre“) zur Bezeichnung des abendländischen Denkens in Abgrenzung zur östlichen Philosophie. Aus diesem Begriff wurde mit der Zeit durch Weglassung des Kanji für „griechisch“ schließlich tetsugaku (哲学), was von da an der japanische Begriff für Philosophie im Allgemeinen werden sollte.

#### Neo-Konfuzianismus
Für die Aufgabe, das japanische Reich nach dem Prinzip einer neuen Ordnung zu organisieren, wurde auf die im 15. und 16. Jahrhundert hauptsächlich durch Zen-Mönche nach Japan gebrachten Texte des Neokonfuzianismus zurückgegriffen. So wurden bedeutende chinesische Autoren, wie Zhu Xi und Wang Yangming, rezipiert (deren japanische Schüler als shushigaku (朱子学) und yōmeigaku (陽明学) bekannt wurden), um die neuen Regeln für eine verpflichtende und (anders als im Buddhismus) säkulare Sozialphilosophie zu erarbeiten, sowie diese auch metaphysisch begründen zu können, eine Eigenschaft die dem schon immer auch in Japan verbreiteten Konfuzianismus noch gefehlt hatte.
Zwei Prozesse begünstigten dabei die allgemeine Entwicklung der Philosophie:
- Zum einen galt es, eine ganze Reihe neuer Erkenntnisse, insbesondere in den Naturwissenschaften, in die bestehenden rationalen Weltbilder zu integrieren, die trotz der Isolation Japans im Rahmen der Rangaku und, in der Spätphase, durch die O-yatoi gaikokujin zustande kamen. Wichtige Denker für den so motivierten Neokonfuzianismus waren allen voran Vertreter der shushigaku, so z. B. Fujiwara Seika (1561–1619), Hayashi Razan (1583–1657), Kaibara Ekken (1630–1714) und andere naturalistische Philosophen wie Miura Baien (1723–1789), die sich insbesondere mit dem Verhältnis vom ordnenden bzw. strukturierenden Prinzip des ri (chin. li) und der Lebenskraft bzw. materiell manifesten Energie ki (chin. qi) beschäftigte.
- Andererseits stieg insbesondere in den städtischen Ballungszentren (Kyōto, Osaka und Edo) das Interesse der Samurai und Kaufleute der Vierständeordnung an eine Ethik und Moralphilosophie beinhaltenden höheren Bildung. Diese sollte ersteren in der Friedenszeit Positionen im japanischen Beamtentum sichern, letzteren eine Anpassung ihres sozialen Niveaus an ihr rasant steigendes materiell-wirtschaftliches Niveau ermöglichen. Erste wichtige Vertreter dieser Richtung waren die Philosophen des Yangmingismus, so z. B. Nakae Toju (1608–1648), Kumazawa Banzan (1619–1691), Oshio Chusai (1794–1837) und Satō Issai (1772–1859).

Im Gegensatz zu den metaphysischen Neo-Konfuzianisten der shushigaku und Yanmingismus entstand in diesem Kontext Ende des 17. bzw. Anfang des 18. Jahrhunderts eine neue Schule (古学, kogaku, etwa: Lehre vom Alten), die sich mithilfe intensiver philologischer und exegetischer Studien wieder den alten Texten des Konfuzianismus, insbesondere den Analekten des Konfuzius widmete, um daraus für das japanische Volk angemessene Regeln der Tugend- sowie Charakterbildung zu entwickeln und eine von Daoismus und Buddhismus gereinigte Lehre neu zu begründen. Bedeutende Vertreter dieser Schule waren u. a. Yamaga Sokō (1622–1685), der durch die Verbindung neokonfuzianistischer Werte mit militärischen Traditionen der Neubegründung eine Krieger-Ethik für die Samurai in Friedenszeiten entwarf, was in der Folge zur Entwicklung des sogenannten „bushidō“ führte, Itō Jinsai (1627–1705) und Ogyū Sorai (1666–1728).

#### Nationale Studien und Shintō
Die methodologischen Ansätze der Lehre vom Alten, der kogaku, bereiteten indirekt die Entstehung der Lehre vom Land, der kokugaku, vor. Diese quellenkritisch vorgehende Schule von Philologen konzentrierte sich weniger auf die wahre Bedeutung der chinesischen Klassiker als auf die Emanzipation von diesen durch die Heraushebung und Identifizierung der genuinen bzw. „reinen“ japanischen Klassiker der japanischen Geistesgeschichte, wobei viele Vertreter ein hohes Maß an interpretatorischer Willkür und Mystifizierung walten ließen. Sie bereiteten damit den in der Meiji-Zeit aufkommenden japanischen Nationalismus theoretisch vor, der letztlich in der Vergöttlichung des Nationalwesens Japans (kokutai) im Staats-Shintō gipfelte. Insbesondere die neokonfuzianistisch inspirierte Sozial- und Staatsphilosophie des in die Moderne eintretenden Japans sah im – als rein japanisch konstruierten und gepriesenen – Shintō nunmehr die ideale spirituelle Ergänzung zur säkularen Organisation des neuen japanischen Nationalstaats. Ähnliche ideologische Propaganda für den japanischen Nationalstaat gab es in unterschiedlichen Ausprägungen auch von Seiten des japanischen Buddhismus (insbesondere des Nichiren-Buddhismus).
Als Schule produzierte die kokugaku nur wenig genuin philosophische Ansätze, war jedoch maßgeblich für die weitere philosophische Entwicklung in Japan bis zum Ende des II. Weltkriegs. Lediglich in der Kategorie Ästhetik, insbesondere der Poetologie, zeitigte die kokugaku neue Ideen, wie den von Motoori Norinaga erfundenen Begriff mono no aware und den neu interpretierten Begriff kokoro (bzw. shin; etwa: Herz-und-Verstand) als einer allen Wesenheiten innewohnenden Disposition zur Sensibilität, die durch ernsthafte Dichtung oder religiöse Betätigung in der gesamten wirklichen Welt freigelegt werden könne.

### Moderne

#### Meiji-Zeit bis Kriegsende
Mit der erzwungenen Öffnung Japans für den internationalen Freihandel durch die schwarzen Schiffe des US-Commodore Matthew Perry war für Japan die komplette Modernisierung der Gesellschaft eine unumgängliche Notwendigkeit geworden, um der drohenden Kolonisierung durch die Westmächte zu entgehen, die bereits einen Großteil der asiatischen Nachbarn Japans unterworfen hatten. Der damit verbundene, schon zum Ende der Shōgunats-Zeit massiv ansteigende und in der Meiji-Zeit eine breite Schicht der Bevölkerung miteinbeziehende, Import westlicher Erfindungen und Entdeckungen führte in philosophischer Hinsicht zu einer erstmaligen aktiven und direkten Auseinandersetzung japanischer Denker mit westlichen Philosophien.
Dies geschah zuerst in den neu nach westlichem Vorbild eingerichteten Hochschulen, an denen auch ausländische Professoren lehrten. Die damals aktuellsten Denker und Philosophen der westlichen, vor allem englischsprachigen Welt wurden zeitnah gleichzeitig ins Japanische übersetzt und studiert, darunter z. B. John Stuart Mill, Jeremy Bentham, Herbert Spencer und Charles Darwin. Auch französische Philosophen wurden ins Englische übersetzt, so z. B. Jean-Jacques Rousseau, Montesquieu und Auguste Comte.
Die Rezeption westlicher Geistestradition vollzog sich auch in der liberal ausgerichteten Intellektuellengesellschaft Meirokusha. Ihre Mitglieder stammten größtenteils aus dem niederen Adel, verfügten über eine klassische Grundausbildung und waren mit den westlichen Sprachen vertraut. Insbesondere zu der Zeit, zu der die Meirokusha aufgrund liberaler Pressegesetze eine eigene Zeitschrift (Meiroku zasshi) herausgab (Februar 1874 bis November 1875), war die Gesellschaft so etwas wie eine zentrale Anlaufstelle für Fragen zur westlichen Kultur und Modernisierung. Mit der Verschärfung der Pressegesetze und der Einstellung der Zeitung ließ der intellektuelle Einfluss jedoch spürbar nach, Mitglieder der Meirokusha trafen sich allerdings bis etwa 1900 noch mehr oder weniger regelmäßig.
Zu den herausragenden Denkern der Meiji-Zeit gehören Fukuzawa Yukichi (1835–1901) und Nishi Amane (1829–1897). Fukuzawa, der vor allem auf politischer Ebene rezipiert wurde, vertrat im Sinne Comtes ein historisches Fortschrittsdenken. Er diagnostizierte dem feudalistischen Japan seiner Zeit eine „Halbzivilisation“, auf die das Zeitalter des Liberalismus zu folgen habe, in dem sich die Zivilisation vollenden würde. Nishi kann als der Begründer der japanischen Philosophie gelten – auf ihn geht auch der japanische Ausdruck für Philosophie (tetsugaku) zurück. Er wandte sich ebenfalls gegen das traditionelle Denken, vor allem gegen den, an ein zyklisches Zeitverständnis gekoppelten, Neokonfuzianismus, da dieser für ein zeitlich-lineares Fortschrittsdenken keine Begriffe zur Verfügung stellte. Nishis Bemühungen richteten sich darauf, dem objektiven Wissen im Sinne der modernen Naturwissenschaften Autonomie gegenüber der neokonfuzianischen Verbindung von Wissen und Moral einzuräumen. Die Verbindung von ethischem und ontologischem Wissen sah er als veraltet an, ebenso die Forderung, dass Wissen sich immer auf die sittliche Vervollkommnung zu beziehen habe. Basierend auf utilitaristischen Grundsätzen betonte er hingegen das Recht des Individuums und das, an den Fortschritt gekoppelte, Versprechen auf Wissen, Wohlstand und Gesundheit.
Besonders die Kaiserlichen Universitäten waren stark durch die deutsche Philosophie beeinflusst. An der Kaiserlichen Universität Tokio (heute Universität Tokio) war der deutsche Philosoph Ludwig Busse (1862–1907; Schüler von Rudolf Hermann Lotze) Nachfolger des amerikanischen Philosophen Ernest Fenollosa (1853–1908). Er gab Vorlesungen über Kants Kritik der reinen Vernunft, machte den Neukantianismus bekannt und betonte die Wichtigkeit der Geschichte der Philosophie für das Studium der Philosophie. Die Meiji-Regierung förderte die Auseinandersetzung mit dem deutschen Idealismus, da sie in ihm ein Gegengewicht zu dem durch westliches Gedankengut erweckten liberalen Bürgersinn sah.
Busses Nachfolger am Lehrstuhl für Philosophie an der Kaiserlichen Universität Tokio war Raphael von Koeber (1848–1923), der über Schopenhauer promoviert hatte und insbesondere dessen Ideen sowie die Philosophie des Mittelalters lehrte.
Mit dem Ende der Meiji-Zeit kann die Phase der intensiven Aneignung westlicher Geistestraditionen als weitestgehend abgeschlossen angesehen werden. Ab nun wurde eine kritische Auseinandersetzung mit der abendländischen Kultur möglich. Wichtige Positionen der in Japan betriebenen Philosophie in der ersten Hälfte des 20. Jahrhunderts, auch bekannt als Beginn der sogenannten „modernen japanischen Philosophie“, bestanden zum einen in der Übernahme von Ideen und Konzepten aus traditionellen östlichen Philosophien und zum anderen in damit in Verbindung gebrachten westlichen, vor allem zeitgenössischen philosophischen Strömungen wie des angelsächsischen Pragmatismus und Evolutionismus, der utilitaristischen Ethik und Sozialphilosophie, des Deutschen Idealismus, der Husserlschen Phänomenologie, der Jasperschen und Heideggerschen Existenzphilosophie, sowie eines humanistisch ausgerichteten Neomarxismus.

#### Kyōto-Schule
Nishida Kitarō (1870–1945) gilt gemeinhin als einer der wichtigsten japanischen Philosophen der Moderne. Um sein Wirken als Professor für Philosophie an der Universität Kyōto von 1914 bis Ende der 1920er Jahre herum formierte sich die (erst ab 1932) sogenannte Kyōto-Schule, je nach Definition bestehend aus Nishida und seinen wichtigsten Schülern, Tanabe Hajime (1885–1962) und Nishitani Keiji (1900–1990), oder auch im weitesten Verständnis aus allen Schülern Nishidas und auch aus deren Schülern sowie der Schüler der Schüler usw.
Eines der zentralen, von der Kyōto-Schule behandelten, philosophischen Themen ist das vom Absoluten Nichts (zettai-mu), insbesondere unter Inbezugnahme der Philosophie des Reinen-Land- und Zen-Buddhismus (besonders durch die traditionellen Begriffe kū und mu) einerseits und Ontologien in den Werken westlicher Denker (z. B. von Meister Eckhart und Heidegger) andererseits. Andere Themen der Kyōto-Schule waren und sind u. a. die Entwicklung einer Logik des Ortes (basho), einer Logik der Selbstidentität absoluter Widersprüche, die Idee eines subjektlosen Selbstbewusstseins (jikaku) und das Verhältnis von Religion und Philosophie. Die Kyōto-Schule prägte mit der Vermittlung dieser Ideen für mehrere Jahrzehnte die Rezeption der Philosophie in Japan im europäischen und amerikanischen Diskurs.
Nach dem Zweiten Weltkrieg kam die Kyōto-Schule vermehrt unter Kritik, durch ihre (kulturrelativistische) Philosophie, Nationalismus, Totalitarismus und Bellizismus im späten Japanischen Kaiserreich legitimiert zu haben.

#### Nachkriegszeit bis Gegenwart
Die Nachkriegszeit seit der Kapitulation Japans hat in Japan eine Fülle verschiedener, neuer philosophischer Ansätze gezeitigt, von denen viele noch zu jung sind, um ihre Relevanz für die globale Geschichte der Philosophie angemessen und objektiv beurteilen zu können.
Genannt werden können aber z. B. intensive Auseinandersetzungen japanischer Philosophen mit der Wissenschaftstheorie (die es in Anfängen schon zu Beginn der Meiji-Zeit gegeben hatte), die sich mit der Einführung des Logischen Empirismus in Japan fortsetzte.
Ebenfalls erst nach Kriegsende beschäftigte man sich in Japan mit der Analytischen Philosophie.